# 室井響
室井 響（むろい ひびき、1999年6月30日 - ）は、子役出身の日本の俳優、元子役。
栃木県出身。CESエンタテインメント所属。

## 人物
3人兄弟の次男。
母は栃木県足利市で茶房を営んでいる。

## 出演

### テレビドラマ
- 私が私であるために（2006年10月10日、日本テレビ）
- ハガネの女2（2011年4月 - 6月、テレビ朝日） - 酒井和也 役
- 深夜食堂2 第11話（2011年10月13日、毎日放送） - クミの子供 役
- 東野圭吾ミステリーズ 第10話「二十年目の約束」（2012年9月13日、フジテレビ） - 村上照彦（少年期） 役
- 花咲くあした（2014年1月 - 2月、NHK BSプレミアム） - 宮崎和樹（中学時代） 役
- すぐ死ぬんだから（2020年8月 - 9月、NHK BSプレミアム） - 忍雅彦 役
- マウンテンドクター 第1話（2024年7月8日、関西テレビ・フジテレビ）- 遠藤 役[2]
- ヒロシの心霊キャンプ 第3話「来たのは誰だ」（2024年10月17日、BS日テレ） - 拓馬 役
- Qrosの女 スクープという名の狂気 第7話（2024年11月18日、テレビ東京） - 通行人 役[3]
- 私は整形美人（2025年1月17日 - 、フジテレビ） - 須藤大河 役[4]

### 映画
- アダン（2006年、東京テアトル）
- くちびるに歌を（2015年2月28日、アスミック・エース） - 三田村リク 役
- ひるなかの流星 （2017年3月20日公開、東宝） - 猿丸小鉄 役
- 犬鳴村（2020年2月7日公開、東映）
- 記憶の技法 （2020年11月27日公開、KAZUMO）
- 子供はわかってあげない（2021年8月20日、日活）

### CM
- マクドナルド「ハッピーセット」
- ALSOK綜合警備保障

### 舞台
- 妖怪アパートの幽雅な日常（2019年1月11日 - 27日） - 博 役ほか